# Auguste Lacaussade

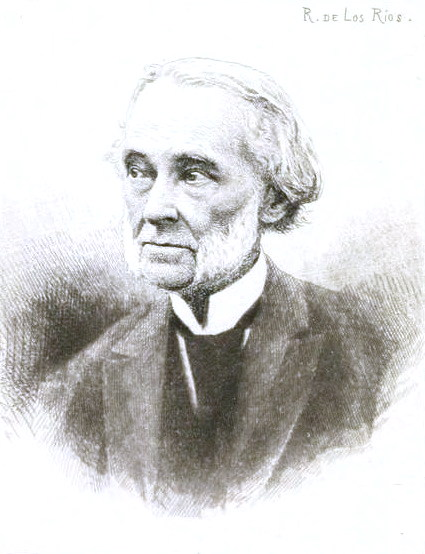
Auguste Lacaussade

Auguste Lacaussade (* 8. Februar 1815 in Saint-Denis (Réunion); † 31. Juli 1897 in Paris) war ein französischer Schriftsteller.

## Leben
Lacaussade war ein Sohn des Rechtsanwalts Pierre-Augustin Cazenave de Lacaussade und der Mestizin Fanny-Lucile, gen. Desjardins. Diese Herkunft belastete Lacaussade zeit seines Lebens.
Mit zehn Jahren begann Lacaussades Schulzeit, die am Collège du Bourbon in seiner Vaterstadt absolvierte. 1839 kam Lacaussade nach Frankreich und ließ sich in Paris nieder. Seinen Lebensunterhalt verdiente er sich u. a. als Sekretär des Schriftstellers Charles-Augustin Sainte-Beuve. Dieser brachte ihm auch die moderne Literatur näher und durch Saint-Beuve kam Lacaussade auch in Kontakt mit den Parnassiens. Lacaussade sprach mehrere Sprachen (Alt-Griechisch, Englisch, Italienisch, Latein, Polnisch). Er heiratete in Paris Laure-Luicille Déniau und hatte mit ihr drei Kinder.
Nach der Februarrevolution 1848 schloss sich Lacaussade politisch engagiert Victor Schœlcher an, dem Senator von Martinique und Guadeloupe und war dabei, als dieser die Abschaffung der Sklaverei in Frankreich und seinen Kolonien proklamierte.
Während des zweiten Kaiserreichs berief man Lacaussade zum Chefredakteur der Zeitschrift „Revue du Gouvernement“ und nach dem Deutsch-Französischen Krieg betraute man ihn mit der Leitung der Senatsbibliothek. Im Juni 1859 starb Lacaussades Ehefrau und sechs Jahre später verheiratete er sich erneut.
Als Lacaussade am 31. Juli 1897 im Alter von 82 Jahren starb, fand er seine letzte Ruhestätte auf dem Friedhof Cimetière Montparnasse (2. August 1897). Im Februar 2006 wurden seine sterblichen Überreste exhumiert, nach Réunion geflogen und dort in einem Ehrengrab auf dem Friedhof von Hell-Bourg erneut bestattet.

## Ehrungen
- Ritter der Ehrenlegion
- Ritter des Ordens der Hl. Maurizius und Lazarus

## Werke (Auswahl)
als Autor
- Cri du guerre. 1870
- Les Épaves. 1865
- Poèmes et paysages. 1852
- Les Salaziennes. CRI, Saint-Clotilde 1989, ISBN 2-907017-03-9 (Nachdr. d. Ausg. Paris 1839)

als Übersetzer
- Zygmunt Krasiński: La nuit de Noël. Une légende
- Giacomo Leopardi: Stances
- James Macpherson: Ossian